# إمدادات عسكرية

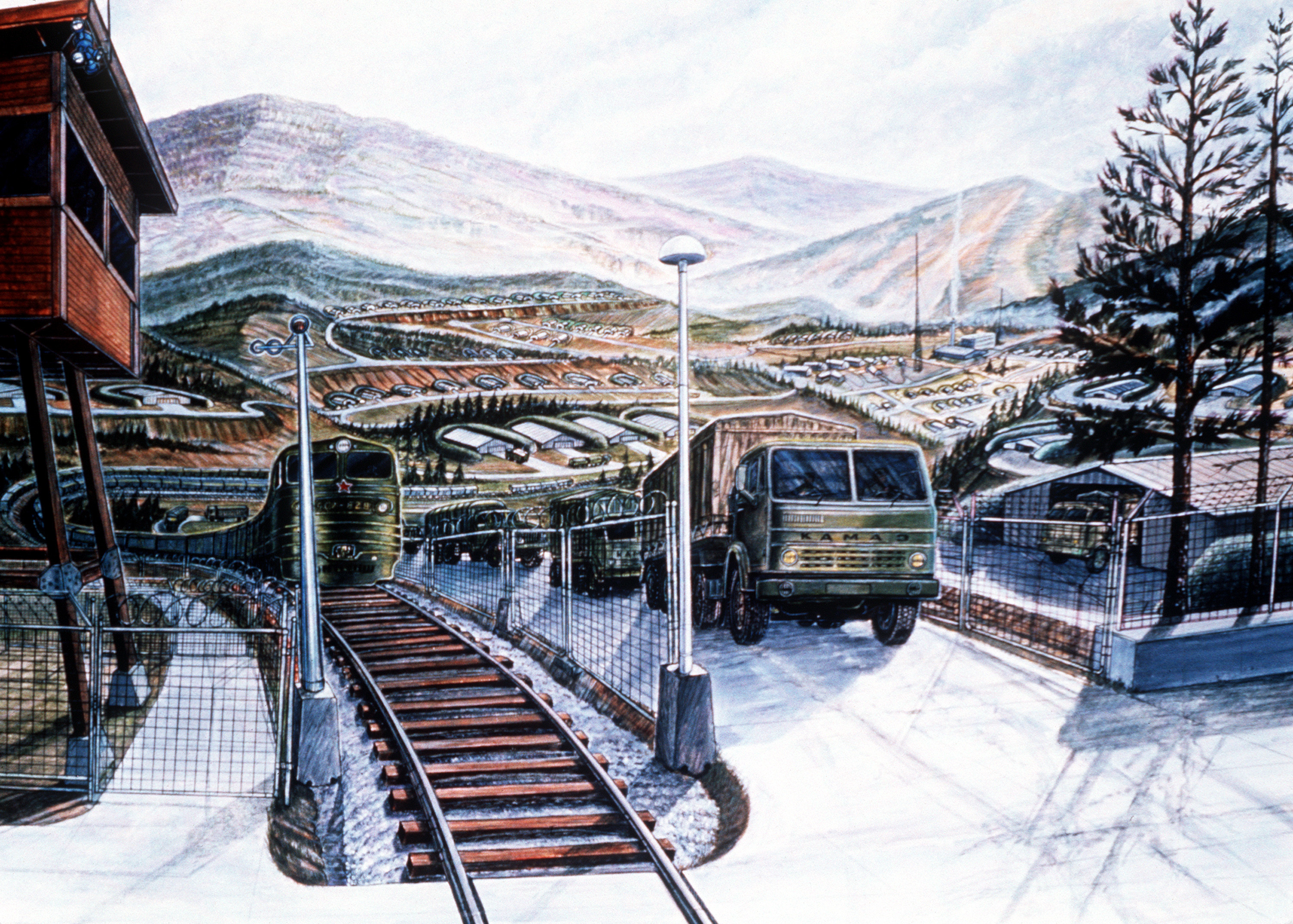

الإمدادات العسكرية تعني مد الجنود العسكرين في البر والبحر والجو بسلاح والذخيرة والقوات البشرية وتتم عبر عمليات خاصة تقوم به الطرفان(المرسل-المستقبل)بطريقة تنسيقة بينهم ففي البر المدد يكون :الاسلحة.الذخائر.القوات البشرية وتتم الاسلحة بنوع المناسب له والبحر والجو هكذا وعادة ماتكون المدد بري وتلعب المدد دور مهم ومؤثر في الحرب والمعارك.
وينقسم المدد إلى قسمين:
- مدد القوات (المشاة والدفاع الجوي والآلات الحربية)
- مدد الأدوات (الأكل والمشرب والأسلحة والمعدات الطبية)

## انظر ايضًا
- لوجستيات